# Bill Evans (saxofonista)
Bill Evans es un saxofonista estadounidense de jazz y jazz fusion.

## Biografía
Sin relación alguna con el famoso pianista, Bill Evans comenzó su carrera musical estudiando piano (con 16 años daba recitales de piano clásico), antes de pasarse al clarinete y al saxofón. En 1978 se traslada al William Patterson College para recibir clases de Dave Liebman, quien presenta al joven músico, que en aquel entonces contaba con 22 años, a Miles Davis, inmerso en la búsqueda de nuevos talentos para sus nuevos proyectos, tras un largo período de retiro. Evans permaneció cinco años en la banda de Davis y grabó todos los discos del legendario trompetista entre los años 1980 y 1984.
Tras un período de dos años junto a John McLaughlin, otro destacado alumno de Davis, Evans pasa a integrar Elements, junto al virtuoso bajista Mark Egan y el baterista Danny Gottlieb, con quienes grabaría tres álbumes. A principios de los 90 se une a Dennis Chambers (dr), Victor Bailey (b), Mitch Forman (kb) y Chuck Loeb (g) para formar una banda que bautizaría como Petite Blonde. Entretanto efectúa grabaciones y giras con artistas tan diferentes como Mick Jagger, Herbie Hancock, Lee Ritenour, Andy Summers, Michael Franks, Mauri Sanchis, David Sanborn, Ron Carter o Mark Egan.
El debut como solista de Bill Evans tiene lugar en 1984 con la grabación de "Living In The Crest Of Wave", un trabajo que ve la luz bajo el sello Elektra Records. Al año siguiente publica "Alternative Man, un disco plenamente fusion que contaba con John McLaughlin. "Summertime", de 1989, "Let The Juice Loose; Live at the Tokyo Blue Note Vol 1" de 1990 y "The Gambler; Live at the Tokyo Blue Note Vol 2", de 1991 continúan explorando el mismo registro fusion de bases funky, mientras que "Petite Blonde", de 1992 supone un regreso al estilo de discos como "We want Miles", registrado una década antes. "Push" y "Escape", grabados a mediados de los 90 suponen una nueva vuelta de tuerca estilística, al incorporar bases Hiphop y textos rapeados. Tras "Modern Days & Nights: Music of Cole Porter", un disco de estándares que graba con el trío de Andy Laverne, Evans sorprende a sus fanes con un disco muy alejado de los patrones de los anteriores: "Starfish and the Moon" es un disco relajado y tranquilo que ha sido calificado como el "disco acústico" de Bill Evans. Tras él, el músico edita "Touch" en 1999, un disco que cuenta con una lista de colaboradores de lujo y que supone un regreso a sus raíces fusion con guiños al smooth jazz más comercial. 
En 2001 vuelve a la carga con "Soul Insider", un disco en clave funky que fue nominado para los Grammy. En fechas más recientes ha puesto en marcha el proyecto Soulbop que co-lidera junto al trompetista Randy Brecker, que cuenta con Hiram Bullock (gt), David Kikoski (kb), Victor Bailey (b), y Steve Smith (dr), y con el que edita Soul Bop Band Live en 2005

## Estilo y valoración
Claro discípulo de Michael Brecker pero con rasgos lo suficientemente distintivos como para establecerse bajo pleno derecho como una importante figura del Jazz Fusion, Evans muestra un estilo robusto y agresivo al tenor que contrasta con su técnica al soprano, más delicada e intimista. El saxofonista se embarca en proyectos muy diferentes y posee una sólida capacidad como improvisador a pesar de sus tendencias más comerciales. A lo largo de más de 20 años de carrera musical, Bill Evans ha explorado una amplia variedad de estilos que van desde el jazz más tradicional hasta el funk, pasando por el hip-hop, el bluegrass, el jazz fusion o el reggae. Bill Evans comenzó su carrera a la sombra de Miles Davis, jugando un papel esencial en su regreso, pero hoy por hoy, es una figura de referencia en el jazz fusion contemporáneo por méritos propios.

## Discografía seleccionada

### Como líder
- 1984 - Living In The Crest Of A Wave (Electra/Musician)
- 1986 - The Alternative Man (Blue Note)
- 1989 - Summertime (Jazz City)
- 1990 - Let The Juice Loose; Live at the Tokyo Blue Note Vol 1 (Jazz City)
- 1991 - The Gambler; Live at the Tokyo Blue Note Vol 2 (Jazz City)
- 1992 - Petite Blond (Lipstick Records)
- 1994 - Push (Lipstick Records)
- 1995 - Live in Europe (Lipstick Records)
- 1996 - Escape (ESC Records)
- 1997 - Starfish & The Moon (ESC Records)
- 1998 - Touch (ESC Records)
- 2000 - Soul Insider (ESC Records)
- 2003 - Big Fun (ESC Records)
- 2005 - Soulgrass (BHM)
- 2007 - The Other Side Of Something
- 2009 - Vans Joint

## Comosideman
- 1981 - We Want Miles con Miles Davis
- 1981 - The Man With The Horn con Miles Davis
- 1982 - Star People con Miles Davis
- 1983 - Decoy con Miles Davis
- 1984 - Mahavishnu con John McLaughlin
- 1986 - Adventures In Radioland con John Mclaughlin
- 1987 - Forward Motion con Elements
- 1988 - Elements con Elements
- 1989 - Spirit River con Elements
- 1990 - Primitive Cool con Mick Jagger
- 1997 - Alive In L.A. con Lee Ritenour
- 1998 - This Is Love con Lee Ritnour
- 1998 - West Side Story con Dave Grusin
- 2005 - Soul Bop Band con Randy Brecker

Además, Bill Evans ha grabado con Michael Franks, Herbie Hancock, David Sanborn, Ron Carter, Mark Egan, Danny Gottlieb o Trilok Gurtu, entre otros.